# 日本ネクサウェブ

## 会社概要
株式会社トゥービーソフトジャパン（かぶしきがいしゃトゥービーソフトジャパン）は、TOBESOFTの日本法人（100%子会社）で、東京都千代田区に本社を置く企業向けUI/UXソフトウェア（リッチクライアント、RIA（リッチ・インターネット・アプリケーション））を販売サポートするソフトウェアベンダーである。グループでの拠点は、韓国、米国、日本。

## 会社沿革
- 2005年
  - 7月：日本ネクサウェブ株式会社設立
- 2006年
  - 1月：株式会社日立システムアンドサービス（現：株式会社日立ソリューションズ）と業務提携
  - 3月：東京都港区港南へ本社を移転
  - 3月：三菱電機コントロールソフトウェア株式会社と業務提携
  - 10月：TIS株式会社と業務提携
- 2007年
  - 1月：株式会社日本総研ソリューションズ（現：株式会社JSOL）と業務提携
- 2008年
  - 9月：既存レガシーシステムから戦略的なITシステムへの移行を実現する「Nexaweb Advance」ソリューションの提供を開始
  - 11月：富士通株式会社と業務提携
  - 12月：東京都中央区築地へ本社を移転
  - 12月：株式会社富士通システムソリューションズ（現：株式会社富士通システムズ・イースト）と業務提携
- 2010年
  - 9月：東京都千代田区外神田へ本社を移転
  - 10月：レガシーアプリケーション可視化サービス「Code Analysis」の提供を開始
- 2011年
  - 1月：情報技術開発株式会社と業務提携
  - 3月：コベルコシステム株式会社と業務提携
  - 6月：株式会社ネットワールドと業務提携
  - 8月：株式会社アトムシステムと業務提携
- 2012年
  - 5月：株式会社NSDと業務提携
- 2013年
  - 1月：ソースコードコンバートツール「Code Converter for Visual Basic 6」及び：レガシーシステムからWebアプリケーションへの移行サービス「Code Migration」の提供開始
  - 5月：新日鉄住金ソリューションズ株式会社と業務提携
  - 6月：三菱電機株式会社と業務提携
- 2014年
  - 2月：株式会社JALインフォテックと業務提携
  - 4月：株式会社トゥービーソフトジャパンと合併
  - 5月：「nexacro platform」日本市場にリリース
  - 11月：iVision（上海菱威深信息技術有限公司）と業務提携
- 2015年
  - 1月：CPP（Certified Package Partner）：認定パッケージ・パートナー開始
  - 6月：株式会社インテリジェンスビジネスソリューションズと業務提携
  - 7月：モダナイゼーション・ソリューションとして「XGEN（クロスジェン）」シリーズ販売開始
  - 8月：陽天株式会社と業務提携
  - 9月：株式会社スマートワイドと業務提携
- 2016年
  - 2月：EP（Eco Parter）：エコ・パートナー・プログラム開始
  - 3月：クオリティソフト株式会社と業務提携
  - 4月：株式会社ニッセイコムと業務提携
  - 6月：株式会社ミライトと業務提携
  - 9月：イノルールズ株式会社と業務提携
- 2017年
  - 2月：アライズイノベーション株式会社と業務提携
  - 5月：アライズイノベーション社を通して「nexacro for Wagby」リリース
  - 5月：「Biz/Browser」から「nexacro platform」へのコンバージョン・ソリューションを発表
  - 9月：株式会社コサウェルと業務提携
  - 9月：株式会社ヒスコムと業務提携
- 2018年
  - 4月：アクセラテクノロジ株式会社と業務提携
- 2019年
  - 7月：株式会社ソフトウェア・パートナーと業務提携
  - 8月：モダナイゼーション・ソリューション「XGEN（クロスジェン）」を「XiCRO（エクシクロ）」と改名し販売開始
- 2020年
  - 3月：“マルチプラットフォーム対応 UI/UX基盤”「nexacro platform」の最新バージョン「nexacro beyond」の販売開始
  - 5月：日本ネクサウェブ株式会社YouTube公式チャンネル運営開始
  - 10月：iPad自動テストツール「GHOST Operator」正式リリース
  - 11月：株式会社Hexabaseと業務提携
- 2021年
  - 1月：株式会社HOIPOIと業務提携
- 2022年
  - 2月：“マルチプラットフォーム対応 UI/UX基盤”「nexacro beyond」のロゴおよび表記名を「NEXACRO BEYOND」に変更
  - 6月：CData Software Japan 合同会社と業務提携
- 2023年
  - 4月：株式会社トゥービーソフトジャパンに社名変更